# Bjarke Jacobsen
Bjarke Halfdan Jacobsen (født 21. august 1993 i Helsinge) er en dansk fodboldspiller, der siden 2025 har spillet som midtbanespiller i den tyske klub VfL Osnabrück, der spiller i 3. Liga.

## Klubkarriere
Han skiftede den 17. juli 2017 til AC Horsens på en fri transfer. Kontrakten havde en varighed af tre år, således parterne havde papir på hinanden frem til sommeren 2017.